# 1107

## Догађаји
- Печат краља Александра I од Шкотске8. јануар – Краљ Едгар Шкотски умире у Единбуршком замку након 9 година владавине. Наслеђује га брат Александар I, који је ожењен Сибилом од Нормандије (ванбрачном ћерком краља Хенрија I). Раскол јединства између Александра и његовог млађег брата Давида I чини Давида сувладаром у Лотијану и Стратклајду (Јужна Шкотска). Не добија титулу краља, већ „принца од Камбрије“.
- 11. август – Контроверза око инвеституре је решена помирењем Хенрија I и Анселма, надбискупа Кентерберијског и масовним посвећењем бискупа од стране Анселма у краљевској Вестминстерској палати.
- Пролеће – Војвода Болеслав III, заједно са својим савезником, краљем Коломаном од Угарске, напада Бохемију како би помогао војводи Сватоплуку да освоји боемски престо. Пољска експедиција је у потпуности успела: 14. маја Сватоплук је постављен за војводу Бохемије у Прагу. Краљ Хајнрих V захтева данак од Сватоплука као свог владара и вазала Светог римског царства.
- Јесен – Краљ Сигурд I плови ка Светој земљи са 60 бродова (са око 5.000 људи) у првој етапи норвешког крсташког рата за Палестину. Сада са 17 година, он је први европски краљ који подржава крсташе у Леванту. Сигурд оставља свог старијег брата Ејштајна I да влада краљевством у његовом одсуству – и успут посећује Енглеску, Француску, Галицију и Сицилију.
- 9. октобар – Боемунд I, принц Антиохије, искрцава се са својом војском (око 34.000 људи) у Епиру близу Авлоне. Пљачка село и маршира ка Драчу (данашња Албанија).
- Новембар – Опсада Дирахија: Боемунд I започиње опсаду јадранског лучког града Дирахија који држи његов дукс Алексије Комнен.
- Зима – Болеслав III предузима казнену експедицију против свог полубрата Збигњева уз помоћ кијевских и мађарских савезника.
- Сараценски пирати упадају у бенедиктински манастир Саинт Хонорат, на Леринским острвима.
- јун – Килиџ Арслан I, султан Султаната Рум, осваја Мосул (током битке код Мосула). Али га побеђују и убијају селџучке снаге под Мухамедом I Тапаром уз подршку Ортокида и Фахр ал-Мулка Радвана.
- Крсташи под Танкредом, кнезом Галилеје, враћају киликијске градове Тарс, Адану и Мамистру које је освојио цар Алексије I пре 3 године (види 1104).
- Жослен I, господар Турбесела, ослобађа Илгази (артукидски владар Мардина) уз откуп од 20.000 динара и обећање војне помоћи.
- Емира Фадла ибн Рабије протерује Тогтекин, владар (атабег) Дамаска у Сирији.
- 9. август – Јапански цар Хорикава умире након 20-годишње владавине, а наследио га је његов четворогодишњи син Тоба као цар Јапана.

## Смрти
- Едгар Шкотски

- Килиџ Арслан

- Прохор Лободник